# Дриженко, Фёдор Кириллович
Фёдор Кириллович Дриже́нко (1858—1922) — генерал Корпуса гидрографов, русский учёный-гидрограф, известный исследователь озера Байкал.

## Детство
Фёдор Кириллович родился 22 апреля (4 мая) 1858 года в Екатеринославе в дворянской семье.
Отец — Кирилл Александрович Дриженко, секретарь Дворянского депутатского собрания, титулярный советник. По семейному преданию, предки были запорожцами и их фамилия произошла от фамилии куренного атамана Дриж-Турского (или Дриго-Турского). За отличие в одной из турецких войн атаман был прозван Турским и получил дворянство. Впоследствии прибавление к фамилии было утрачено, видимо по причине того, что не всегда отражалось в документах.
Мать — Софья Ксенофонтовна Дриженко, урождённая Христофорова.
В семье, кроме Фёдора, было ещё пять сыновей.
Учился в классической гимназии, из пятого класса которой ушёл, чтобы поступить в Морское училище.

## Служба

### Воинские звания
- 1873 год, 12 сентября — воспитанник морского училища.
- 1877 год, 30 апреля — произведён в корабельные гардемарины.
- 1878 год, 30 августа — произведён в мичманы.
- 1883 год, январь — произведён в лейтенанты.
- 1889 год, 1 января — произведён в штабс-капитаны.
- 1894 год, 6 декабря — произведён в подполковники.
- 1901 год, 1 января — произведён в полковники.
- 1906 год, 6 декабря — произведён в генерал-майоры.
- 1912 год, 17 апреля — произведён в генерал-лейтенанты.
- 1917 год, 8 мая — выход в отставку с производством в генералы Корпуса гидрографов.

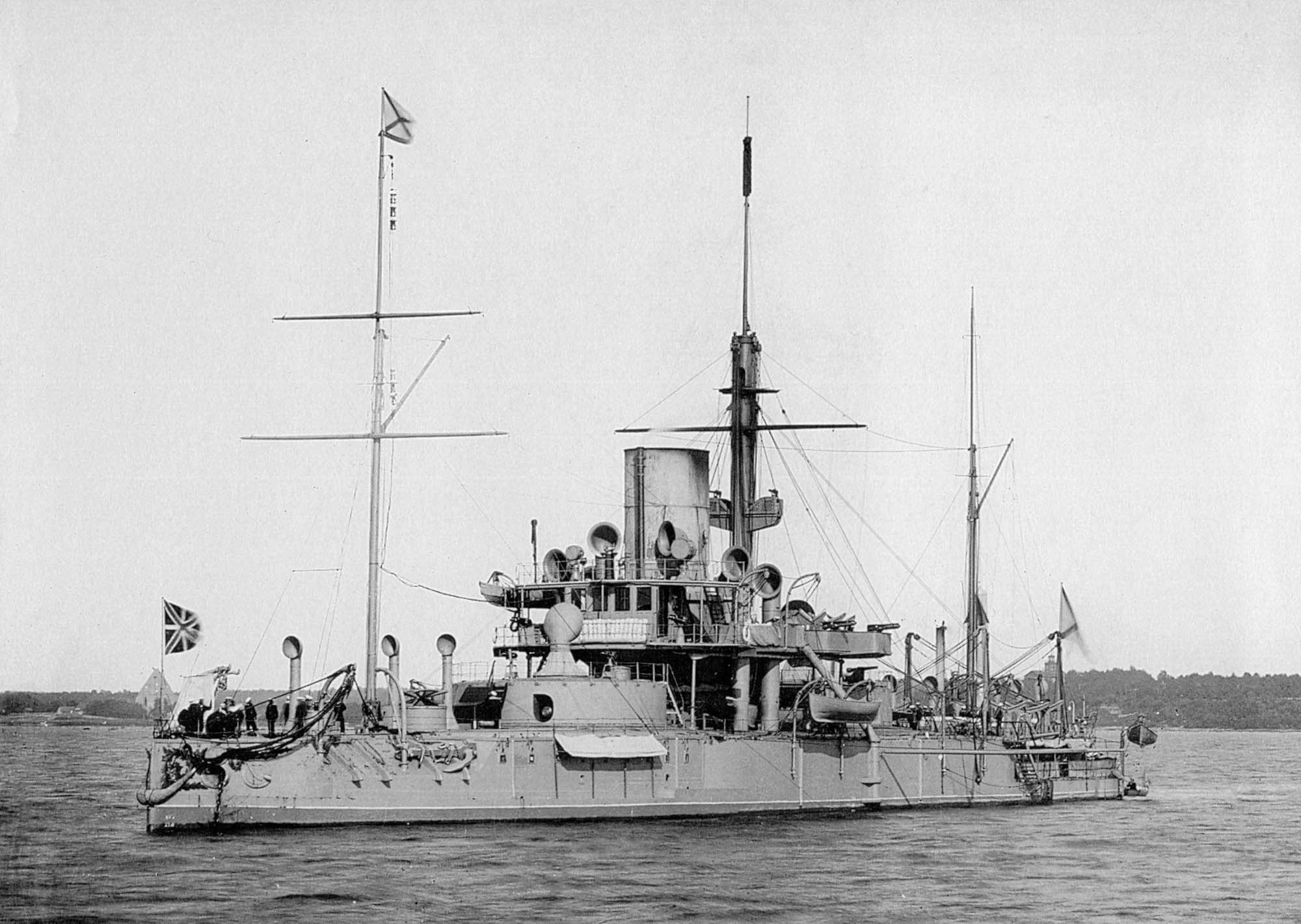
Броненосец «Пётр Великий», на котором был в плавании корабельный гардемарин Ф. К. Дриженко с 28 мая по 25 сентября 1877 года

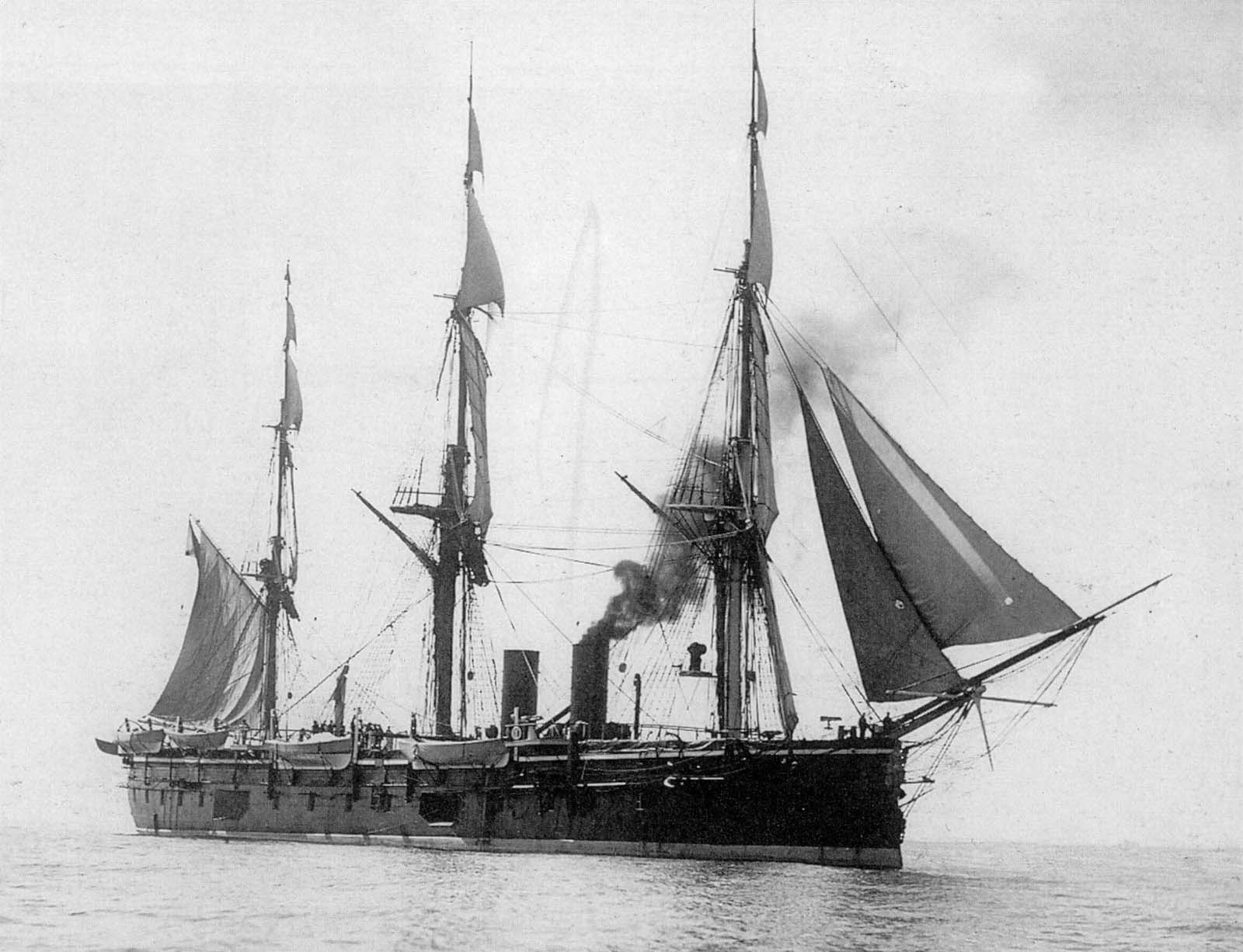
Фрегат «Князь Пожарский», на котором служил Ф. К. Дриженко на одном из этапов Кругосветного плавания

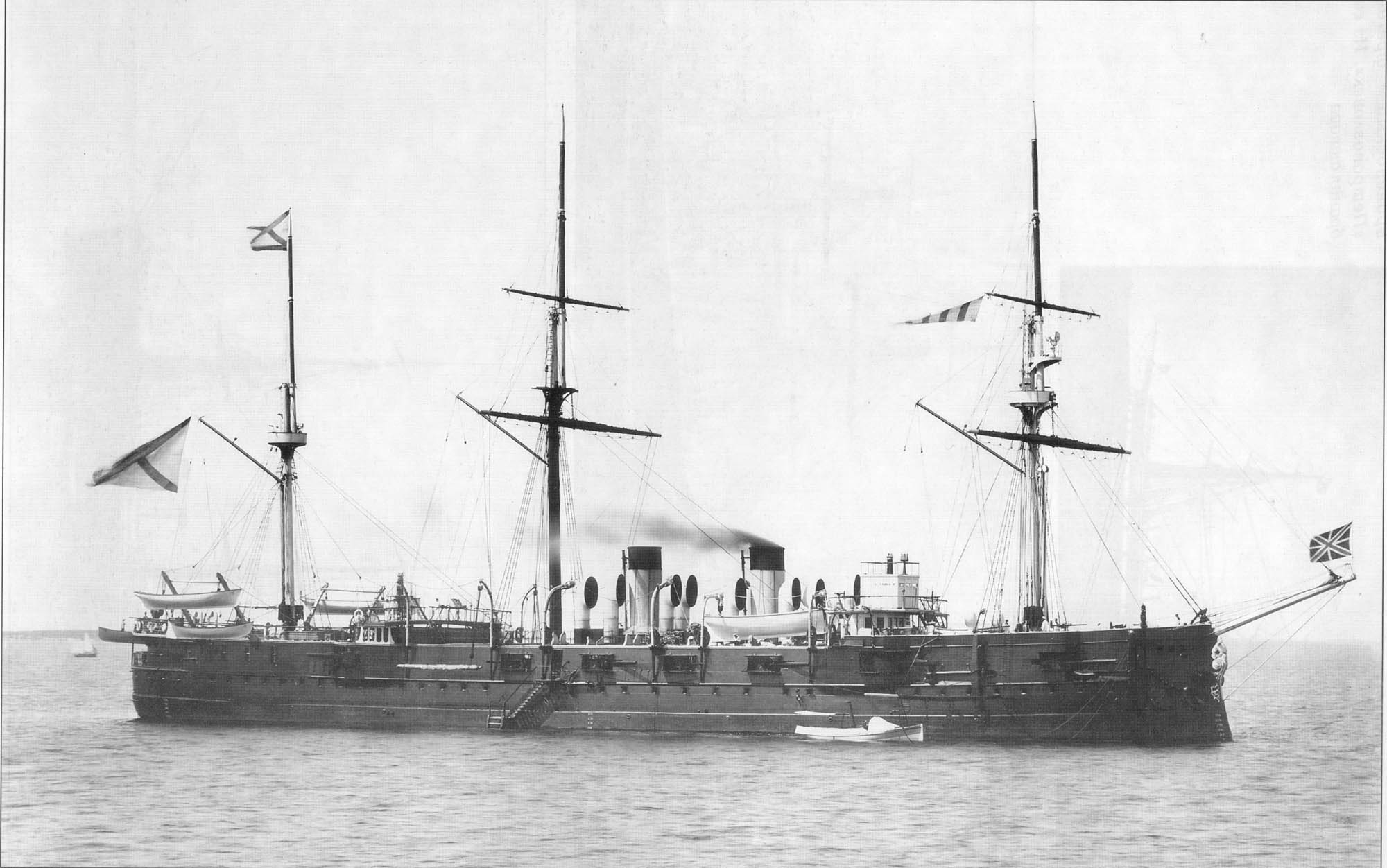
Фрегат «Минин», на котором служил Ф. К. Дриженко на одном из этапов Кругосветного плавания

### В морском училище
В 1873 году поступил в Санкт-Петербургское морское училище.
Летом 1874 года Ф. К. Дриженко ушёл в своё первое учебное плавание на парусно-паровом учебном корвете «Варяг», которым в то время командовал капитан 2 ранга К. И. Ермолаев.
Окончил училище в 1877 году вторым по выпуску со средним баллом 11,5 (по 12-ти балльной системе), с Нахимовской премией (300 рублей). Его фамилия и имя были занесены золотыми буквами на белую мраморную доску в галерее училища, он был произведён в корабельные гардемарины.

### Кругосветное плавание
Русско-турецкая война 1877-1878 годов лишила лучших выпускников училища традиционного кругосветного плавания, и в начале офицерской карьеры Ф. К. Дриженко вынужден был удовлетвориться морским походом на броненосце «Пётр Великий» по Балтийскому морю с 28 мая по 25 сентября 1877 года. Первоначально в плавании вместе с ним был его соученик по училищу Ю. М. Шокальский, но в августе он по собственному желанию перевёлся на таможенный крейсер «Кречет».
22 апреля 1878 года, в день когда ему исполнилось 20 лет, он отправился в кругосветное плавание.
Пять лет с 1878 года по 1883 год провёл в кругосветном плавании на фрегате «Князь Пожарский», на фрегате «Минин», на клипере «Пластун» и других судах. Окончилось кругосветное плавание 29 июня 1883 года.

### В Николаевской морской академии и Пулковской обсерватории
В октябре 1884 года был зачислен слушателем Николаевской морской академии. В академии изучал гидрографию. Окончил академию в 1886 году по первому разряду.
С 1887 по 1889 год прослушал в Главной астрономической обсерватории в Пулкове курс практической астрономии и геодезии.
19 декабря 1888 года публично защитил диссертацию в Николаевской морской академии: «Развитие морских угломерных инструментов и исследование жироскопа-коллиматора Флерье».

### Командировки в Европу
Дважды был командирован в Европу с целью изучения состояния гидрографии.

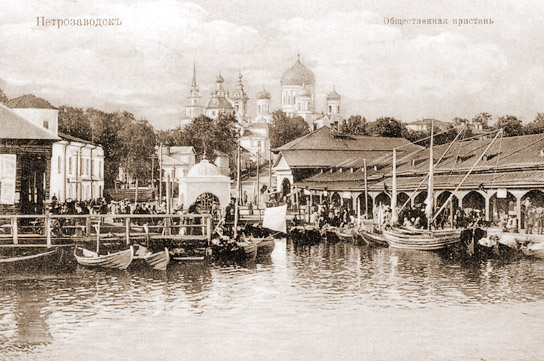
Вид Петрозаводска со стороны Онежского озера

### Экспедиция на Онежское озеро
В 1891 — 1894 годах возглавлял работы по съемке Онежского озера. 2 апреля 1895 года награжден орденом Св. Станислава II степени.

### Экспедиция на Байкал
В 1895 году вместе с Ю. М. Шокальским написал проект гидрографических исследований озера Байкал.
Руководил гидрографической экспедицией на озере Байкал (1896 год — 1902 год).

### После Байкала
С 1903 года по 1904 год руководил Гидрографической экспедицией Северного Ледовитого океана.
С 1905 года по 1908 год был начальником Отдельной съёмки Белого моря.
С 1908 года по 1912 год был помощником начальника Главного гидрографического управления.
С 1912 года — начальник Отдельной съёмки Мурманского берега.

## В отставке
В мае 1917 года в звании генерала Корпуса гидрографов вышел в отставку.
Вместе с семьёй переехал в Красноярск к своему племяннику — С. Г. Дриженко, который занимал должность архитектора города Красноярска.
В Красноярске Ф. К. Дриженко поступил на службу в Отдельный Обь-Енисейский гидрографический отряд, работал вычислителем, начальником базы, руководил гидрографическими исследованиями сибирских рек. Служил в Комитете Северного морского пути при Сибревкоме.
Фёдор Кириллович умер в Красноярске 16 апреля 1922 года от воспаления лёгких. Похоронен на Троицком кладбище.

## В научных организациях
- 16 января 1891 года избран действительным членом Императорского Русского географического общества.
- 17 февраля 1894 года избран действительным членом Русского астрономического общества. Позже стал пожизненным действительным членом.
- 1906 — 1907 год — входил в состав комиссии Верховского по освоению Северного морского пути.
- 1909 год — назначен постоянным представителем России в международной комиссии по судоходству в Брюсселе.
- 1912 — представлял Россию на Международной морской конференции в Санкт-Петербурге.

## Автор трудов
Опубликовал около 50 научных работ. Часть работ не была опубликована из-за событий 1917 года и погибла во время Гражданской войны. Основные опубликованные работы:
- Дриженко Ф. К. Гидрографическое описание Онежского озера // Известия ИРГО, 1895. Т.31. С. 603—617.
- Дриженко Ф. К. Рекогносцировка Байкальского озера в 1896 г. // Известия ИРГО, 1897. Т. 33. С. 210—241.
- Дриженко Ф. К. Из отчёта по командировке на озеро Байкал в 1896 г. // Морской сборник , 1897, № 6. С. 195—229.
- Дриженко Ф. К. Краткий отчет о работах гидрографической экспедиции Байкальского озера за 1898 г. // Морской сборник , 1899, № 1. С. 167—179.
- Дриженко Ф. К. Краткий отчет о работах гидрографической экспедиции Байкальского озера за 1899 г. // Морской сборник, 1900, № 7. С.45-60.
- Дриженко Ф. К. Работы Гидрографической экспедиции Байкальского озера в 1900 г. // Морской сборник, 1901, № 1. С. 145—171.
- Дриженко Ф. К. Работы Гидрографической экспедиции Байкальского озера в 1901 г. //Морской сборник, 1902, № 4. С.95-116.
- Дриженко Ф. К. Работы Гидрографической экспедиции Байкальского озера в 1902 г. // Морской сборник, 1903, № 8. С. 73-84 ; № 9. С.59-80.
- Атлас озера Байкал. Составлен Гидрографической экспедицией под начальством полковника Ф. К. Дриженко.- Спб.: Издание Главного гидрографического управления, [ 1902 ].
- Атлас реки Верхней Ангары от Дагарского устья до Нирундукана. Составлен Гидрографической экспедицией Байкальского озера под начальством полковника Ф. К. Дриженко.- СПб.: Издание Главного гидрографического управления, [ 1902 ].
- Атлас волока от Бодайбо на Витиме до Нирундукана на Верхней Ангаре. Составлен Гидрографической экспедицией Байкальского озера под начальством полковника Ф. К. Дриженко.- Спб.: Издание Главного гидрографического управления, [ 1902 ].
- Лоция и физико-географический очерк озера Байкал / Под ред. Ф. К. Дриженко.- СПб: Издание Главного гидрографического управления, 1908.- 443 с.

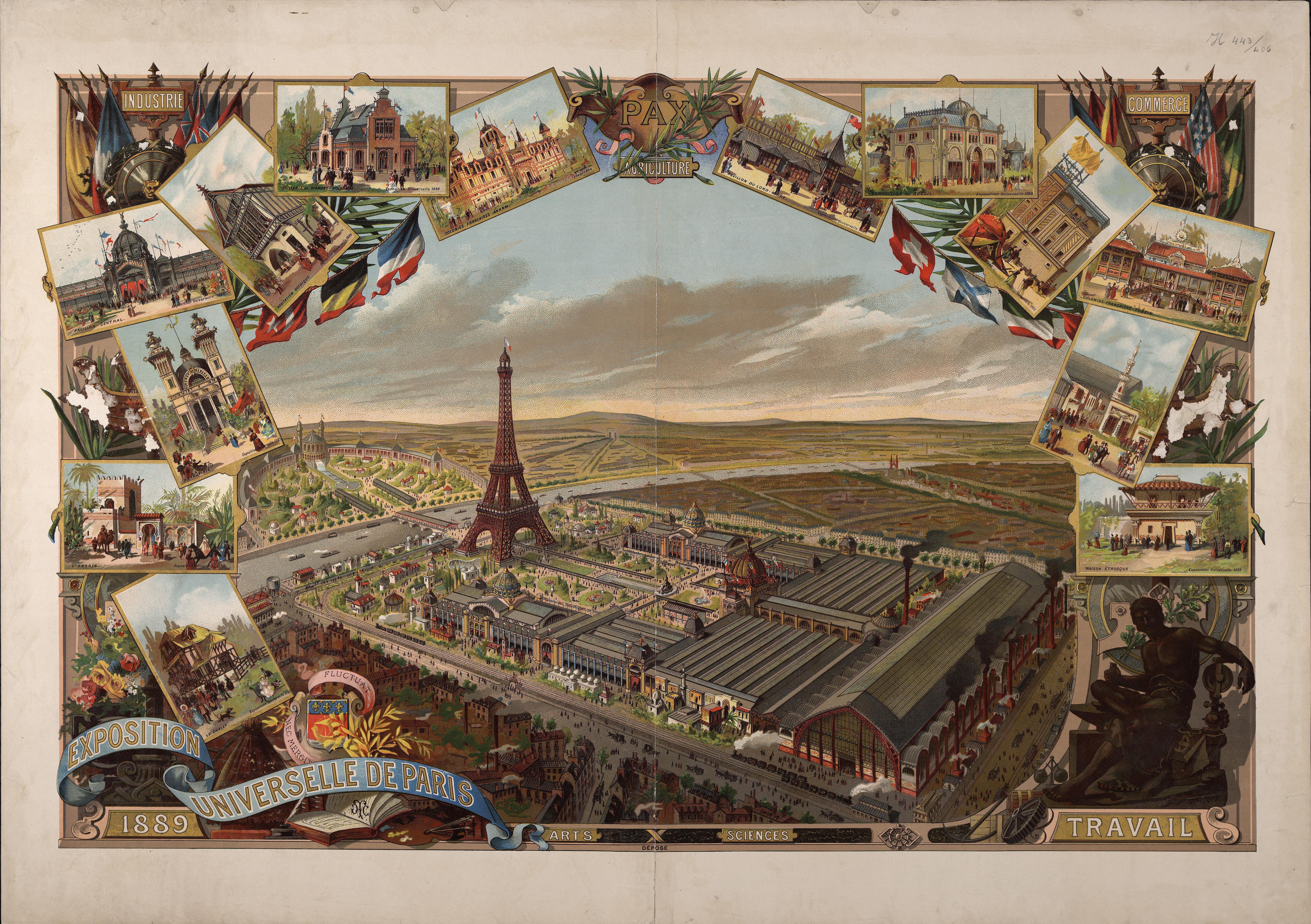
Открытка в память о Всемирной парижской выставке, на которой Ф. К. Дриженко был награждён за гидрографические работы

## Награды

### Научные
- Золотая медаль и диплом Всемирной парижской выставки 1889 года за гидрографические работы.
- Серебряная медаль Императорского Русского географического общества за доклад «Гидрографическое описание Онежского озера»[2].

### Государственные
- Орден Святого Владимира 3 степени
- Орден Святого Станислава 1 степени
- Орден Святой Анны 1 степени
- Орден Святого Владимира 2 степени

## Семья
Жена: Наталия Ивановна Дриженко, урождённая Яворская. Уроженка Екатеринослава. Знакома со своим будущим мужем с детства. Свадьба была 27 сентября 1889 года в Екатеринославе. Заграничная командировка Ф. К. Дриженко была одновременно и свадебным путешествием.
В семье было пятеро детей: два сына и три дочери.
Старший сын: Константин Фёдорович Дриженко, окончил Морское инженерное училище и стал военным офицером-судостроителем. Поручик Корпуса корабельных инженеров. С февраля 1916 года жил в Англии, где принимал участие в строительстве знаменитого ледокола «Святогор» (позже переименованного в «Красин»). 1917 год застал его в командировке в Англии и он вынужденно остался в эмиграции.
Младший сын: Фёдор Фёдорович Дриженко (умер в 1943 году).
Дочери: Вера Фёдоровна, Мария Фёдоровна и Ольга Фёдоровна. В 1935 году были высланы в Оренбург, как дочери генерала.

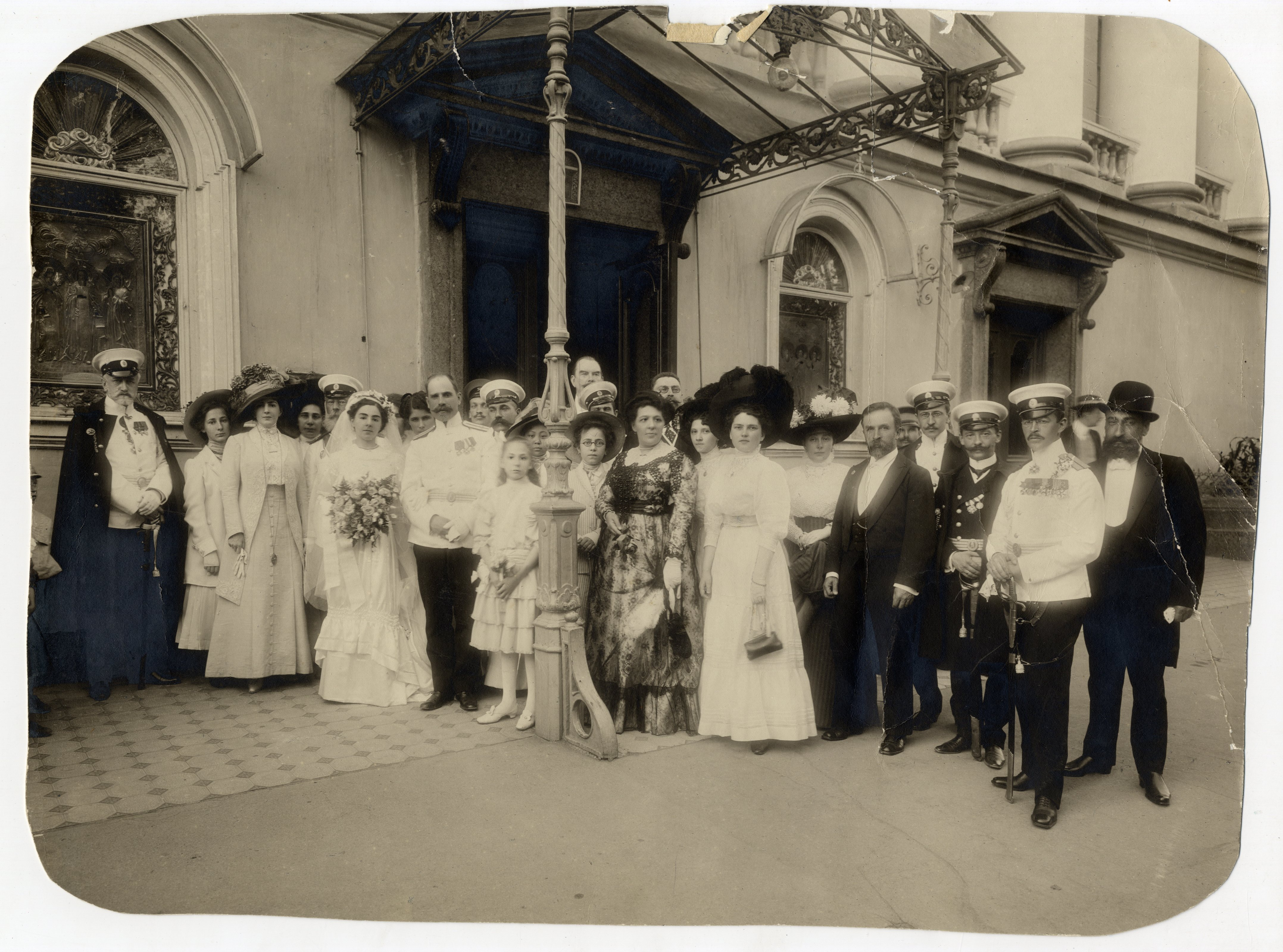
Свадьба Г. Я. Седова. Санкт-Петербург, 1910 год, возле Адмиралтейского собора (здание Главного Адмиралтейства). За спиной невесты — Ф. К. Дриженко. Слева сзади за Ф. К. Дриженко стоит его жена — Наталия Ивановна Дриженко, а ещё левее — две дочери. Крайний слева — А. И. Варнек

## Дружеские связи
Архив Ф. К. Дриженко был оставлен в 1917 году в Петрограде под присмотром родственников, которые впоследствии умерли от голода. Архив бесследно исчез. Рукописи и письма пропали. По отрывочным данным и по письмам дочерей в биографической книге о нём приведены некоторые из тех, с кем он вёл переписку.
В разные периоды жизни его связывали дружеские отношения со многими известными людьми, среди которых:
- Александр Иванович Варнек — вместе учились в Морском училище и вместе участвовали в кругосветном плавании.
- Андрей Ипполитович Вилькицкий
- Владимир Николаевич Миклуха — вместе стажировались в Пулковской обсерватории.
- Николай Андреевич Римский-Корсаков
- Георгий Яковлевич Седов — Дриженко принял огромное участие в его судьбе, подробно см. в статье о Г. Я. Седове
- Тилло, Алексей Андреевич — состоял в переписке, общались в Русском географическом обществе.
- Николай Николаевич Фигнер — вместе учились в Морском училище, вместе были в кругосветном плавании.
- Юлий Михайлович Шокальский — вместе учились в Морском училище, совместно написали план исследований озера Байкал, оба были представителями России на международных судоходных конгрессах.

## Первая научная биография Ф. К. Дриженко
Первая научная биография Ф. К. Дриженко была создана Л. Г. Колотило и издана в 1997 году. Книга написана исследователем Байкала и содержит фотографии и выдержки из писем дочерей Ф. К. Дриженко, переданных автору известным биологом-байкаловедом Е. А. Коряковым, который был лично знаком и переписывался с дочерями Ф. К. Дриженко.

## Память

### Именем Дриженко названы
- Мыс Дриженко у северной оконечности Новой Земли, Баренцево море. Открыт и назван Г. Я. Седовым в 1913 году[4].
- Мыс Дриженко на острове Сахалин, в бухте Бутакова, Охотское море. Открыт и назван экипажем клипера «Пластун» в 1882 году[4].
- Банка Дриженко на озере Байкал. Открыта и названа С. В. Графовым и Л. Г. Колотило в 1984 году[5][6]. Название до сих пор официально не утверждено.
- Катер «Дриженко» на озере Байкал (в настоящее время переименован).

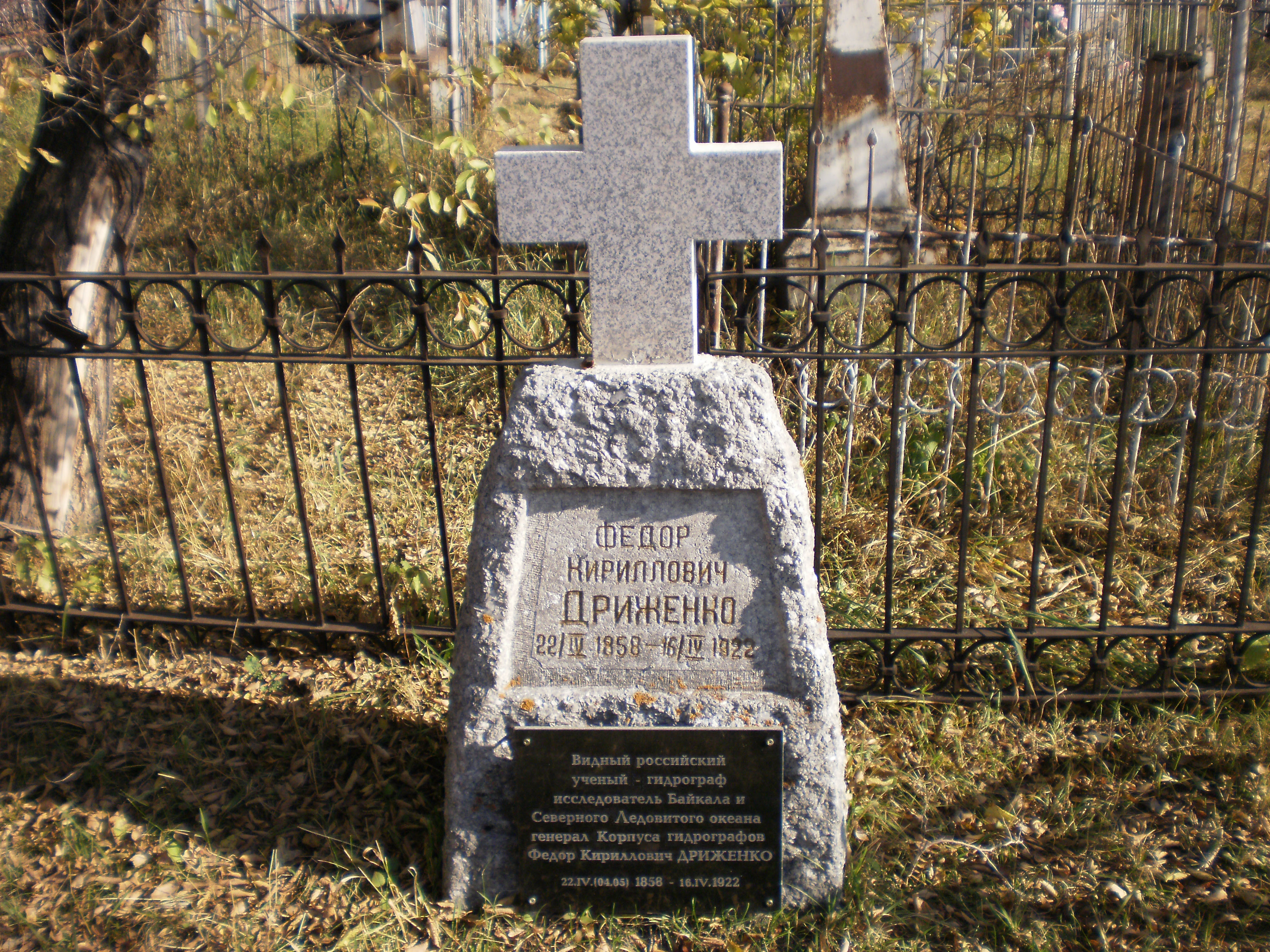
Вид могилы Фёдора Кирилловича Дриженко на Троицком кладбище Красноярска

### Могила
Фёдор Кириллович похоронен на Троицком кладбище Красноярска. К 2000-м годам могила находилась в плачевном состоянии. Был утрачен крест и надпись на памятнике практически не читалась. Житель Красноярска Карачагин Владимир Александрович за свои деньги отреставрировал памятник на могиле, установил новый крест и табличку:
«Видный российский учёный-гидрограф, исследователь Байкала и Северного Ледовитого океана, генерал Корпуса гидрографов Фёдор Кириллович Дриженко (22.IV.1858 — 16.IV.1922)»
.
Могила Ф. К. Дриженко является объектом культурного наследия регионального значения (Решение исполнительного комитета Красноярского краевого Совета народных депутатов от 05.11.1990 № 279) .

## Адреса

### В Санкт-Петербурге — Петрограде
Средний проспект Васильевского острова, 67

### В Красноярске
Улица Карла Маркса (бывшая Гостинская), флигель дома N 83. По этому адресу он жил весь период пребывания в Красноярске и здесь же умер.